# Cascades Chisimba
Les cascades Chisimba (o cascades de Chishimba) són unes cascades situades a Zàmbia, a 1318 metres sobre el nivell del mar. Formen part del riu Luombe, que es troba a 7,2 km de la Missió de Chilubula, al districte de Kasama.
Les cascades Chisimba pertanyen als monuments i llocs històrics de Zàmbia.

## Descripció de la zona
El Luombe té uns 160 km de longitud i cau des de la seva font per una sèrie de cingles de pedra calcària; en una distància de més de 2 km hi ha un desnivell de 70 metres.
No es fácil d'arribar a les cascades de Chisimba i tenen poques visites. La zona es considera un lloc sagrat segons el poble bemba i, a 10 km, no hi ha un sol poble.
La primera cascada de la zona es diu Chipondo i es divideix en dos ràpids al voltant d'una petita illa. A continuació, segueixen les veritables cascades; la primera de les quals són les cascades Mutumuna de 20 m d'altura, seguit de 500 m de riu tranquil, després de la qual es troba les cascades Kapala, de 10 m d'atura. A continuació, el riu continua per 500 m de ràpids, darrere dels quals es troba les cascades de Chisimba, de 30 m d'altura que s'estavella en un congost estret i rocós.

## Localització
S'inicia la ruta des del centre de Kasama agafant la M3 cap a l'oest durant uns 24 km. Agafar la cruïlla de la carretera D20. Després de 11 km a la D20 seguiu el cartell «Chishimba Falls 700m - National Monument» a l'esquerra.
Sobre les cascades es troben una central hidroelèctrica propietat de ZESCO (Zambia Electricity Supply Corporation Limited).

## GPS
- Cruïlla M3/D20: -10.165617,31.001737
- Girar a l'esquerra D20: -10.103037,30.928463
- Aparcament de les cascades Chishimba: -10,10827500,30,91742900

A una distància de 300 m, hi ha tres cascades successives:
- Cascada superior: Cascades Mutumuna, de 20 m d'altura.
- Cascada mitjana: Ràpids de Kayela.
- Cascada inferior: Cascades Chisimba, de 30 m d'altura.

En la zona es pot gaudir de la bellesa paisatgística del bosc de la riba.